# Банфич, Ивана
Ивана Банфич (хорв. Ivana Banfić; р. 16 ноября 1969, Загреб) — хорватская поп-певица и танцовщица, также известная под сценическим псевдонимом I Bee, королева хорватской клубной музыки. Знаменитой стала в начале 90-х, в период популярности танцевальной музыки в Хорватии. Творчество Иваны Банфич отличается сексуально провокационными текстами песен и сложной хореографией шоу. Основными хитами певицы являются «Šumica» (русск. «Рощица»), «Godinama» (русск. «Годами»), «Lav u srcu» (русск. «Лев в сердце»), «Vjerujem» (русск. «Я верю»).

## Детство и начало карьеры
Ивана родилась в музыкальной семье и с раннего детства занималась музыкой, получила классическое музыкальное образование — она окончила среднюю музыкальную школу по классу фортепиано и планировала продолжить обучение в Академии музыки, но позже решила профессионально заняться пением. С четырнадцати лет Ивана была бэк-вокалисткой на выступлениях многих хорватских исполнителей. В это же время вместе с певицей Севериной она стала ведущей популярной музыкальной программы «Top Cup» на хорватском телевидении.
В конце 80-х Ивана начинает сольную карьеру. В 1990 году она выступает на старейшем музыкальном фестивале Хорватии Zagrebfest с песней «Dođi» (русск. «Приди»), которую написал певец Дино Дворник. Ещё через год Ивана Банфич записывает свой первый альбом «Vozi me polako» (русск. «Вези меня осторожно»). В 1991 году, в тогдашней СФРЮ, в Сараево на конкурсе отбора югославских песен для Евровидения она представляла Хорватию с песней "Daj, Povedi Me" которая была спродюсирована в стиле современной танцевальной музыки «acid-house» того времени.

## Первые музыкальные успехи
В 1994 году Ивана Банфич под сценическим псевдонимом I Bee выпустила свой второй студийный альбом «Istinite priče vol.1» (русск. «Правдивые истории»). Песня «Ti si bolji» (русск. «Ты лучший») с этого альбома стала первой по-настоящему успешной в карьере певицы. Позже вышел сингл «Šumica» (русск. «Рощица»), ставший главным хитом лета в Хорватии.
В 1995 году был выпущен третий студийный альбом Иваны Банфич — «Mala škola ABC», особенностью которого были спорные провокационные тексты песен. Главными хитами этого альбома становятся песни «Cigareta» (русск. «Сигарета») и «Šumica 2» (русск. «Рощица 2»).
Под руководством продюсера Звонимира Дуспера в 1996 году Ивана Банфич записывает четвёртый студийный альбом — «Bogovi su pali na tjeme» (русск. «Боги сошли с ума»), на котором преобладают песни, написанные Дино Дворником. Главными хитами этого альбома становятся «Dream» (русск. «Мечта»), которой удается достичь популярности за пределами Хорватии и дуэт с Дино Дворником «Nag» (русск. «Обнаженный»). В этом же году Ивана с песней «Fatamorganaurokana» впервые выступает на популярнейшем в Хорватии музыкальном фестивале в Сплите.
После двухлетней паузы Ивана Банфич объявляет о записи нового альбома, который планируется назвать «Stvari koje znam» (русск. «Вещи, которые я знаю») и в виде сингла выпускает песню «Ja nisam ta» (русск. «Я не та») с этого альбома. Альбом вышел в 1998 году, но из-за доминирующей на нём латинской музыки, первоначальное название альбома было изменено на «Kalypso». Песня «Navigator» (русск. «Навигатор») с этого альбома становится хитом лета в Хорватии, а видеоклип на неё (режиссёр Радислав Йованов — Гонзо) до сих пор считается одним из лучших музыкальных клипов Хорватии. Также альбом включает в себя ремикс популярной песни «Šumica» (русск. «Рощица»).

## «Žena devedesetih» и «Ona zna»
В 1999 году выходит шестой студийный альбом Иваны Банфич — «Žena devedesetih» (русск. «Женщина девяностых»), который представляет собой переход к более зрелой фазе карьеры певицы. Альбом имеет большой успех и становится «золотым» в Хорватии. С песней «Sad» (русск. «Сейчас») Ивана выступает на фестивале в Сплите, где занимает второе место. Но главным хитом этого альбома становится песня «Imam te» (русск. «Ты у меня»), которая 20 недель возглавляет все радио- и телевизионные чарты Хорватии и номинируется на различные музыкальные премии, в том числе и высшую музыкальную награду Хорватии Porin в номинации «Хит года», однако получить награду ей не удается. Песня «Country Roads» (русск. «Проселочные дороги») с альбома «Žena devedesetih» становится первым синглом певицы, поступившим в продажу на азиатские музыкальные рынки — песня была включена в пять различных сборников, изданных в девяти азиатских странах.
В начале 2000 года Ивана Банфич встречает певца Дино Мерлина, который, будучи поклонником её вокала, предлагает Иване сотрудничество. Песня «Godinama» (русск. «Годами»), записанная этим дуэтом, имеет оглушительный успех на территории всех стран бывшей Югославии и собирает внушительную коллекцию музыкальных наград, в том числе «Хит лета 2000», все три награды престижного Хорватского радио фестиваля (по мнению музыкальных редакторов, по мнению слушателей и Гран-при) и высшую музыкальную награду Хорватии Porin в номинации «Хит года». Таким образом, песни Иваны Банфич номинировались на главную музыкальную награду Хорватии Porin два года подряд, что подтвердило её статус самой успешной хорватской певицы десятилетия.
После двух лет с момента выпуска альбома «Žena devedesetih» Ивана Банфич объявляет о записи нового альбома «Ona zna» (русск. «Она знает») и выпускает одноименный сингл. Альбом выходит в 2001 году и включает в себя уже ставшие хитами песни «Godinama», «Ona zna», а также две кавер-версии известных песен — «Pjevam danju, pjevam noću» (русск. «Пою днем, пою ночью») — кавер-версия одноименной песни Здравко Чолича и «Predaleko» (русск. «Очень далеко») — кавер-версия песни Элвиры Рахич «Sad znam» (русск. «Сейчас я знаю»). С песней «Predaleko» Ивана Банфич выступает на фестивале в Сплите, где одерживает победу.
«Ona zna» — самый успешный альбом Иваны Банфич за всю её карьеру, он был продан тиражом более 60000 экземпляров и принес певице 11 музыкальных наград на различных музыкальных фестивалях.

## «Glamour» и «Vjerujem»
В 2002 году Ивана Банфич с певицей Клаудией Бени записывают дуэт «Hrvatice vas vole» по случаю чемпионата мира по футболу в Японии. В 2004 году выходят синглы «Nema veze zlato» (русск. «Золото не имеет значения»), «Lav u srcu» (русск. «Лев в сердце») и «Navodno» (русск. «Якобы») (дуэт с Хари Варешановичем), которые предваряют выход нового альбома Иваны — «Glamour» (русск. «Гламур»). С песней «Navodno» Хари Варешанович и Ивана Банфич побеждают на фестивале в Сплите. Альбом «Glamour» приносит Иване Банфич многочисленные музыкальные награды и делает её самой титулованной певицей за всю историю хорватской музыки.
В 2005 году был издан первый сборник песен Иваны Банфич — «Collection», который включал главные хиты певицы за всю её карьеру, а также две новые песни — «Never Know» (русск. «Никогда не знаешь») и «Nedodirljiva» (русск. «Неприкасаемая»). 4 марта 2006 года Ивана Банфич выступила на фестивале Dora — отборе к Евровидению-2006, где с песней «Kad se sklope kazaljke» заняла 5-е место. В конце 2006 года Ивана Банфич выпускает свой девятый студийный альбом — «Vjerujem» (русск. «Я верю»). Одноименный сингл и видео на него возглавляют радио- и телевизионные чарты Хорватии. Клип на песню «Vjerujem» (режиссёр Дарко Дринович) находится в ротации музыкальных телеканалов различных европейских стран.
В 2007 году Ивана выпускает ещё один успешный сингл — «To je vrijedilo čekati» (русск. «Этого стоило подождать»), дуэт с Тони Цетински. В том же году Ивана Банфич с партнером Степаном Божичем принимает участие в телешоу «Zvijezde pjevaju», где они занимают седьмое место.

## Евровидение
Ивана Банфич дважды принимала участие в фестивале Dora, являющимся хорватским национальным отбором на конкурс Евровидение. В 2006 году в первом полуфинале с песней «Kad se sklope kazaljke» она заняла 7 место и прошла в финал, где заняла 5 место из 16 возможных. В 2008 году с песней «Mir» (русск. «Мир») Ивана Банфич в финале заняла 9 место из 16 возможных.

## Личная жизнь
Первый раз Ивана Банфич вышла замуж за своего бывшего менеджера Роберта Магича, но в 2005 году пара развелась. 28 мая 2008 года Ивана во второй раз вышла замуж — за Круно Ладишича, от которого в 2009 году родила сына Яна.

## Современный этап карьеры
В 2010 году после четырехлетнего перерыва в карьере, связанного с беременностью и рождением ребёнка, Ивана Банфич вернулась на музыкальную сцену Хорватии с синглами «Vampir» (русск. «Вампир») и «Zovi me Erika» (русск. «Называй меня Эрика»).

## Дискография

### Студийные альбомы
1991 — Vozi me polako
1994 — Istinite priče vol 1.
1995 — Mala škola ABC
1996 — Bogovi su pali na tjeme
1998 — Kalypso
1999 — Žena devedesetih
2001 — Ona zna
2004 — Glamour
2006 — Vjerujem

### Синглы
2001 — Sad je kasno
2003 — Navodno ft. Hari Mata Hari
2003 — Lav u srcu
2004 — Otisak prsta
2004 — Ljubav trebam svaki dan ft. Goran Karan
2006 — Ljubav na prvi i posljednje pogled
2006 — Kad se sklope kazaljke
2006 — Ničija žena
2007 — I bio je red
2007 — Kao cvijet iz kamena
2008 — Treća sreća
2008 — Mir
2011 — Vampir
2011 — Zovi me Erika

### Сборники
2005 — Collection